# Hoopa

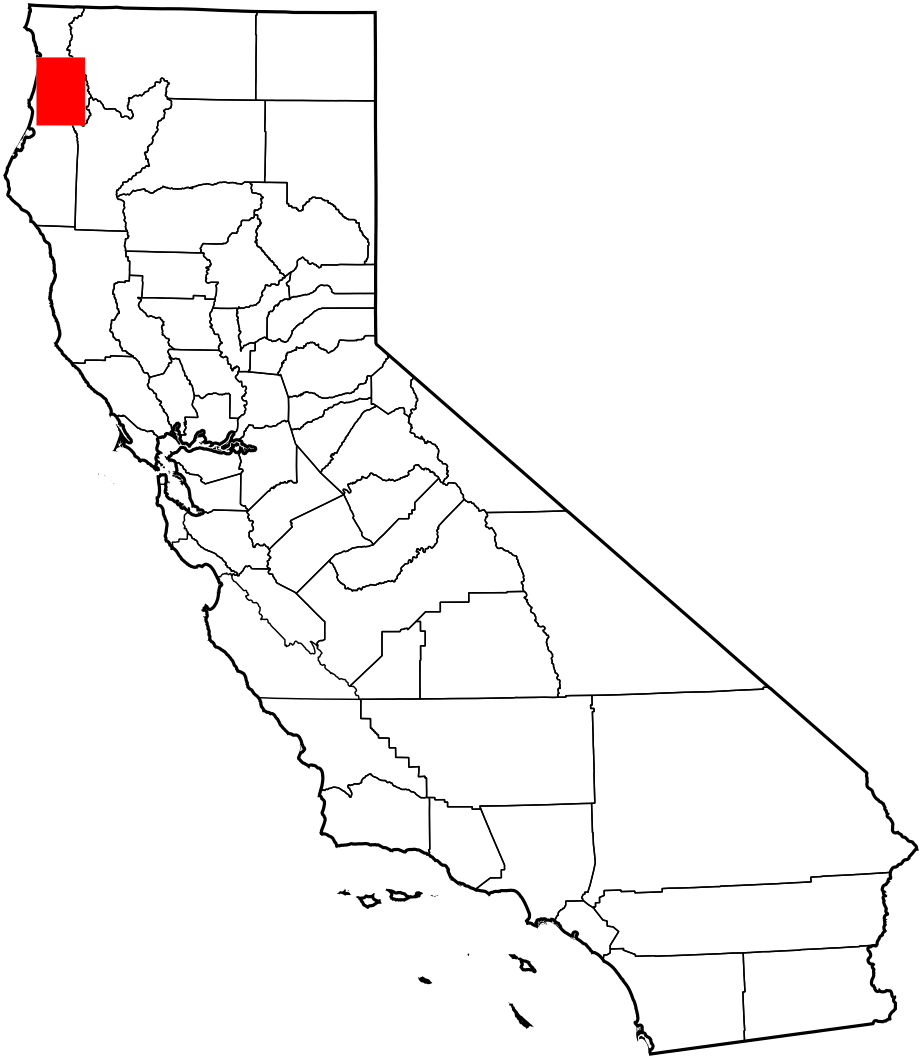
Wohngebiet der Hoopa

Die Hoopa oder Hupa sind ein Indianerstamm der Athapaskischen Sprachfamilie der Na-Dené-Sprachen im Pazifischen Nordwesten. Die Hoopa bildeten zusammen mit den sprachlich-kulturell eng verwandten Völkern der Tsnungwe (South Fork Hupa, South Hupa), Chimalakwe (New River Tsnungwe, New River Hupa), Chilula (Lower Redwood Creek Hupa) und Whilkut (Redwood Creek Hupa) die nördlichste Gruppe der Pazifikküsten-Athabasken in Kalifornien. Meist werden die genannten Stämme dem Kulturareal von Kalifornien zugeordnet, haben jedoch als sesshafte Wildbeuter und Feldbeuter sowie Fischer (Lachse) viele Kulturtechniken mit den indigenen Völkern der Nordwestküstenkultur gemein.
Heute sind deren Nachfahren meist im offiziell anerkannten Hoopa Valley Tribe registriert, die bereits 1864 eingerichtete Hoopa Valley Indian Reservation ist mit ca. 365,41 km² das größte Reservat in Kalifornien.

## Namensgebung
Die heute allgemein übliche Stammesbezeichnung leitet sich von Huep’oola’ / Huep’oolaa („Hupa Volk“) aus der Yurok-Sprache der benachbarten Yurok her. Die Karok hingegen bezeichneten die „Hupa / Hoopa“ als Kishákeevar / Kishakeevra („Volk entlang des Hupa River, d. h. Trinity River“), da der Trinity River in ihrer Sprache als kishákeevar-sav („Hupa River“) bekannt war.
Die „Hupa / Hoopa“ nennen sich selbst nach dem Hoopa Valley (Na:tini-xw – „Ort, wohin die Pfade/Wege zurückführen“) einfach Na:tinixwe (auch: Natinook-wa – „Volk vom Ort, wohin die Pfade/Wege zurückführen, d. h. des Hoopa Valleys“), manchmal auch mit der Bedeutung als „Volk, beiderseits des Weges“ wiedergegeben. In Abgrenzung zu benachbarten Völkern bezeichnen sie sich auch einfach als Dining’xine:wh („Hupa-sprechendes Volk“).

## Wohngebiet und bekannte Siedlungen

### Hupa / Hoopa
Die „Hupa / Hoopa“ sind einer der wenigen Indianerstämme, die noch in ihrem ursprünglichen Lebensraum wohnen. Ihr Stammesgebiet erstreckte sich vom South Fork Trinity River nordwärts entlang des Unterlaufs des Trinity Rivers (Hun’ – „Fluss“) bis zum Hoopa Valley, am New River (Yiduqi-nilin), Mill Creek (Misq’i-nilin) und Klamath River (K’ina’-tahxw-hun’ – „Fluss unter/bei den Yurok, d. h. Klamath River“) im Nordwesten Kaliforniens. Der Trinity River, welcher durch das Hoopa-Valley führt, ist bekannt für seinen Fischreichtum.
Die „Hupa / Hoopa“ selbst unterteilten sich in zwei sog. tribelets (eine führende Siedlung mit mehreren kleineren zugehörigen Siedlungen, agierten als zeremonielle, kulturelle und soziale Einheit), benannt nach den zwei führenden Siedlungen Ta’k’imił-ding (Hostler Ranch) („Ort, wo Eichelsuppe gekocht wird“, religiöses Zentrum mit dem Xontah-nikya:w – „heiliges Haus, wörtlich: großes Haus“) und Me’dilding (Matilton) („Ort des Kanu“); wichtige religiöse Zeremonien und Tänze fanden in „Ta’k’imił-ding (Hostler Ranch)“ statt und dort agierten die beiden tribelets (Gruppen) als zeremonielle Hälften/Seiten des Stammes (ähnlich wie Moieties). Die Me’dilxwe („Volk von Me’dilding/Matilton“, repräsentierten die stromaufwärts gelegenen Hälfte des Hoopa-Tals) und die Ta’k’imiłxwe („Volk von Ta’kimiłding/Hostler Ranch“, repräsentierten die stromabwärts gelegenen Hälfte des Hoopa-Tals).
Auch die Le:lxwe („Volk von łe:l-ding/Le:ldin“, d. h. die Tsnungwe und Chima:lxwe’/Chimalakwe) nahmen manchmal zusammen mit den „Hupa / Hoopa“ in „Ta’kimiłding/Hostler Ranch“ an Tänzen und Zeremonien teil.
Bekannte „Hupa / Hoopa“-Siedlungen: ch’e:’indiqo’-ding, k’inchwiwh-q’it (beide nahe der Mündung des Mill Creek), dahchwin’-ding (unterer Teil der Siedlung me’dil-ding/Matilton), me’dil-ding (Matilton, auch: Captain John’s Ranch), dahwilin-ding, tołts’a’ts’-ding (beide an der Mündung des Supply Creek), diysh-ta:ng’a:-ding (nahe Tish-Tang Point), mine:jixo-na’ne’iłtuł-ding, tse:-yehk’ixa:wh (beide nahe der Siedlung mis-q’it/Miskut), mis-q’it (Miskut), miyi-me’ (Campbell’s Ranch), nilin-kin’-ding (bei den Sugar Bowl-Fällen am Trinity River), noleh-ch’e:l-ding (im Trinity Canyon), ta’k’imił-ding (Hostler Ranch, wichtigstes religiöses Zentrum der „Hupa / Hoopa“), łeht’e:t’e’-ch’iłchwe’-ding (flussaufwärts von ta’k’imił-ding/Hostler Ranch), toliwh-q’it (bergauf von ta’k’imił-ding/Hostler Ranch), yidah-ding (unterer Teil von ta’k’imił-ding/Hostler Ranch), tse:-na:l’a:-ding (nahe von xonsah-ding/Honsading im Hoopa Valley), xonsah-ding (Honsading) (Hoopa Valley), tse:wina:l-ding (Senalton), xahslin-ding (an der Mündung des Horse Linto Creek), xontehł-miwah/xontehł-mingwah (nahe Campbell Field Prairie, einer felsigen Anhöhe an der Westseite des Trinity Rivers), xowung-q’it (erste Siedlung bei Campbell Field Prairie), xowung-q’it (zweite Siedlung bei Kentuck Ranch), yehwilin-ding.

### Tsnungwe / South Fork Hupa
Die Tsnungwe (Tse:ningxwe – „Tse:ning-q’it (Ironside Mountain) Volk“; auch: Tsanunghwa, Ce:ningxwe, South Fork Hupa, South Fork Trinity River Hupa, South Hupa) lebten direkt südlich der „Hupa / Hoopa“ vom Hoopa Valley ca. 30 Meilen den Trinity River flussaufwärts (südwärts) und am South Fork Trinity River sowie am Willow Creek, weiter nördlich entlang des New River (Yiduqi-nilin) sowie im Gebiet um Burnt Ranch lebten die Chimalakwe (auch: Chima:lxwe; Yinahch’in – „Jene, die von flussaufwärts kommen“; auch: New River Tsnungwe, New River Hupa), die meist ebenfalls die Sprache der östlich benachbarten Chimariko beherrschten. Die Tsnungwe bezeichneten sich nach ihrer wichtigsten Siedlung und religiösem Zentrum auch als Le:lxwe („Volk von łe:l-ding/Le:ldin“), die Chima:lxwe’/Chimalakwe entlang New River waren auch als Tł’oh-mitahxwe/Tl’oh-mitah-xwe („Volk, das inmitten von Gras lebt“) bekannt.
Die Tsnungwe und Chima:lxwe’/Chimalakwe wurden auch als „South Fork Trinity Tribe“, „New River Indians“, „Kelta/Tlelwe/Hlelwe/Tlelding/Leldin Tribe“, „Tlohomtahhoi“, „Chaltasom“ oder „Burnt Ranch Indians“ bezeichnet.
Bekannte Tsnungwe-Siedlungen: Willow Creek-Gebiet: misqine:q’it/nisking-q’it, nants’ing-tah (Clover Flat), niskin-ji-ding/niskinje:ndihding (flussaufwärts von Willow Creek), da:chwun’-ding/da:chwan’-ding (gegenüber von niskin-ji-ding), da:chwan’-ding mima:n-ch’ing (gegenüber von da:chwun’-ding, Kimtu), suqe:-q’it/saqe:q’it (alternativ: so-ke’a-keit, sock-kail-kit), saqe:q’it mima:n-ch’ing (gegenüber von suqe:-q’it/saqe:q’it), yinaq-xa:-ding/yinuq xa:-ti-nit (alle drei am Willow Creek), tl’ohday-kyoh-q’it, xowiyk’iLxowh-ding (früher: kiqin-sa’an-ding, Knight’s Trailer Park), tse:-ding/tse:ting (gegenüber von xowiyk’iLxowh-ding/Knight’s Trailer Park), xohxo-ch’e:l-ding/xoxo:ch’e:lding (an der Mündung des Willow Creek), minq’it-ch-ding (Enchanted Springs), q’aykist ch’e:xahsding (China Flat), t’unchwing-tah (alternativ: tash-huan-tat, tash-wan-ta), d’ahilding/to-ye:l-ding (alternativ: a-hel-tah, ta-hail-ta, Whitson’s), yinaq-xa:-ding (kurz oberhalb der Mündung des Willow Creeks); South Fork Trinity-Gebiet: łe:l-ding/Le:ldin (auch: Tlelding - „Platz, wo die Flüsse (South Fork und Trinity) zusammenfließen“, nahe dem heutigen Salyer, größte und führende Tsnungwe-Siedlung; heute: a k’ixinay), me:lchwin-q’it (Teil von łe:l-ding), ta:k’iwe:ltsil-q’it (Teil von łe:l-ding auf der anderen Seite der Mündung des South Fork), ta:ng’ay-q’it (Teil von łe:l-ding, heutiges Salyers; heute: k’ixinay), a:k’iwe:ltsil-q’it, ch’iłte:l-ding/ch’iLte:lting, yisinch’ing-qeh (alle drei am South Fork River), chway-me’ (Sandy Bar), dahchiwh-ding (ca. 12 Meilen oberhalb der Flussmündung), dilchwehch-ding (auch: hay nahdiyaw tehLchwin-ding – „Ort, wo das Geld wächst“, einst bedeutende reiche Siedlung an der Mündung des Campbell Creek), dilchwehch-qeh (am Campbell Creek), lichiwh-ding, tl’oh-wa:ne/xo-litsow-ch-ding/xoLtsowch-ding (Saxey Ranch), niLtaq-tah-ding (Mündung des Mosquito Creek in den Grouse Creek), qosta:n-ding, yahts’ame’, yidahtich’inahding (Ammon Ranch), yunihting (Todd Ranch), niLtaq-tah-ding; Trinity River (South Fork – Cedar Flat)-Gebiet: xan-kya:w-qeh/xan-qeh (am Trinity River), ti-diL -ding (flussabwärts von Salyer), xoling-kyoh-miye, miy-me’ (alternativ: me’-yemma, me-em-ma, Old Campbell Ranch / Fountain Ranch), k’inunq’-ding, tse:-q’it (Swanson’s), no:k’iwowh-ding (flussabwärts von tse:-q’it/Swanson’s), kin-sa’an-ting (Irvings, Hawkins Bar), tse:Le:nga:ding (flussabwärts von kin-sa’an-ting/Irvings), ta:wha:wh-ding (Gray’s Flat), xowung-q’it (an einem See, nahe xweda’ay-sa’an-me’/Chesbro’s), xweda’ay-sa’an-me’ (Wells, Chesbro’s).
Bekannte Chima:lxwe’/Chimalakwe-Siedlungen: Burnt Ranch und New River-Gebiet: tse:n-ding/tse:-nung-din (Burnt Ranch, größte und führende Siedlung der Chima:lxwe’/Chimalakwe), tse:nung-axis-ding (nahe China Slide, flussaufwärts von yinaq-dinung-ting/McDonald’s bei Burnt Ranch), yinaq-dinung-ting (McDonald Ranch, Burnt Ranch), ch’e:nantiLting (an der Mündung des New River), ch’e:na:dawhding (Dyer’s, Bell’s Flat), ch’ixe:ne:wh-din (auch: xolish na:xoxuynta – Martha Dyer Ziegler’s, flussaufwärts von qowh-ding), dahk’ilun-ding (am New River gegenüber von Quimby), k’ilna:dil mito’ (Hoboken), k’iyawh-michwan (am China Creek, auch: xolish ch’ena:xolxolding – China Creek), lige:y de:-dilLa:t-ding (flussaufwärts von tl’ohne:s-ding/Quimby), tl’ohne:s-ding (an der Mündung des Quinby Creek, Ladd’s, Thomas’, Quimby), qowh-ding (südlich von Panther Creek), tl’ohsch’il’e:n-ding (Daily’s, vorher: Moses Patterson), tse:na:ning’a:ding (am Zusammenfluss von East Fork mit dem New River), yidaq-nilin (New River), yidaq-le:na:lding (bei den Flussgabelungen des New River flussaufwärts von Denny).
Die flussaufwärts ostwärts lebenden Karuk bezeichneten die Chima:lxwe’/Chimalakwe als Akráak va’ára („New River Volk“).

### Whilkut / (Upper) Redwood Creek Hupa
Südwestlich der „Hupa / Hoopa“ und westlich der „Tsnungwe / South Fork Hupa“ lebten im bewaldeten Bergland in meist kleineren Siedlungen als die der benachbarten Stämme drei sog. tribelets (eine führende Siedlung mit mehreren kleineren zugehörigen Siedlungen, agierten als zeremonielle, kulturelle und soziale Einheit) der Whilkut (Xwiy¬q’it-xwe / Xwe:yłq’it-xwe – „Redwood Ridge / Bald Hills Volk“; auch: (Upper) Redwood Creek Hupa):
- die Kloki Whilkut / Prairie Whilkut (Tł’o:q’-xwe / Xontehł-xwe – „Prairie Volk“ oder Tł’o:q’ Xwiy¬q’it – „Prairie Whilkut“; auch: Redwood Creek Whilkut) entlang des Upper Redwood Creek (ca. 12 Siedlungen)
- die Mad River Whilkut (Me:w-yinaq / Me:w-yinuq, auch: Mawenok – „unterhalb – stromaufwärts“[8]) entlang des südwestlich parallel verlaufenden Mad Rivers, Maple Creek sowie Boulder Creek (mindestens 16 Siedlungen) im Westen der „Kloki Whilkut / Prairie Whilkut“ sowie
- die flussabwärts (nördlich) lebenden North Fork (Mad River) Whilkut / Blue Lake Whilkut entlang des North Fork Mad River und im Gebiet um Blue Lake (Yitse’ni-xohch’indił-ding) (mindestens sechs Siedlungen).

Die Whilkut wurden auch als „(Upper) Redwood Creek Indians“ oder „Mad River Indians“ bezeichnet.
Bekannte Whilkut-Siedlungen: ch’iłq’un-ding, mił-tehsch’e:-me’.
Die heute übliche Stammesbezeichnung als „Whilkut“ (mit Varianten als: Whiylqit/Hwil’-kut, Hoilkut, Hoilkut-hoi) geht auf die Hupa-Namen für den Redwood Creek bzw. die Redwood Ridge / Bald Hills als Xwiy¬q’it / Xwe:ył-q’it / Xoył-q’it zurück.

### Chilula / Lower Redwood Creek Hupa
Westlich der „Hupa / Hoopa“ und flussabwärts (nördlich) der Whilkut entlang des Lower Redwood Creek lebten die Chilula (Xwiy¬q’it-xwe / Xwe:yłq’it-xwe – „Redwood Ridge / Bald Hills Volk“; auch: Lower Redwood Creek Hupa); diese errichteten ihre mehr als 20 Siedlungen nur entlang des Ostufers, da dort die Berge entlang des Flussufers von durch kleine Bäche bewässerten Tälern durchbrochen wurden, während das Westufer schwer zugänglich war. Die Chilula wurden auch als „Bald Hills Indians“ oder „Lower Redwood Indians“ bezeichnet; manchmal werden sie auch als weiteres viertes tribelet der Whilkut betrachtet und als „Chilula Whilkut“ bezeichnet.
Bekannte Chilula-Siedlungen: k’ina’-xontah-ding (Kinahontahding), kinyiq’i-kyoh-mingwah (Kingyukyomunga), łich’iwh-’inahwh-ding (Hlichuhwinauhwding), mis-me’ (Misme), noleh-ding (Noleding), q’a:xis-tah-ding (Kahustahding), q’ayliwh-tah-ding (Kailuhwtahding), q’ung’-kyoh-lay’ (Kingkyolai), sikinchwin-mitah-ding (Sikingchwungmitahding), to:n’-dinun-ding (Tondinunding), ts’in-sila:-ding (Tsinsilading), xontehł-me’ (Hontetlme), xowuni-q’it (Howunakut), yinuqi-no:mitse’-ding (Yinukanomitseding), yitse’ni-ning’ay-q’it (Yisining’aikut). Weitere Siedlungen werden genannt: Kailuhwchengetlding, Tlochime, Tlocheke.
Die heute übliche Stammesbezeichnung als „Chilula“ ist ebenfalls der Sprache der flussabwärts an der Küste lebenden Yurok entlehnt, die diese als Chueluela’/Chueluelaa’ („Volk der Chuelue (Bald Hills)“) bezeichneten; die Karuk bezeichneten sie ebenfalls als Vitkirik’áraar („Volk der Viitkírik/Viitkírak (Bald Hills)“).

### Verhältnis zu benachbarten Stämmen
Mit den benachbarten Stämmen war das Verhältnis ambivalent: von den an der Pazifikküste und den Flussmündungen lebenden Yurok (Yida:ch’in-ninyay – „Jene, die von flussabwärts kommen“, jedoch auch: K’ina’ – „Fremder, Feind“) und Patawat Wiyot (Ta:ke’ – „Mad River Wiyot“) sowie den Karuk (K’inusni) übernahmen die „Hupa / Hoopa“ (und die verwandten Völker) viele Kulturtechniken (wie Tänze, religiöse Zeremonien, Korbflechtarbeiten) und trieben Handel (sie tauschten Eicheln gegen Salz und Muscheln) – jedoch kam es auch oftmals zu Konflikten. Ebenfalls zu den als Xoning’-wiltuch’ (oder Mining’-wiltuch’, wörtlich: „Sein Gesicht ist tätowiert“) bezeichneten flussaufwärts lebenden Völkern im Süden und Westen (Eel River Athabasken: Lassik, Nongatl, Sinkiyone, Wailaki u. a.) bestand ein angespanntes Verhältnis, da diese als „wild“ betrachtet wurden und laut Überlieferungen „Hupa / Hoopa“-Siedlungen überfielen, Wertsachen stahlen und Frauen entführten.
Jedoch versuchten die „Hupa / Hoopa“ meist mittels Handel, Tausch und Heiratspolitik mit den benachbarten – oftmals sehr kriegerischen Völkern – in Frieden zu leben.

## Sprache
Das Hupa oder Hupa-Chilula ist (je nach Definition und Sichtweise) eine Sprache mit mehreren Dialekten (bzw. zwei Dialektkontinua) oder eine Gruppe eng verwandter Sprachen. Meist wird jedoch heute zwischen „Hupa“ und „Chilula-Whilkut“ unterschieden, die beide als „Hupa-Sprachen“ betrachtet werden:
Das „Hupa“ (auch: Na꞉tinixwe Mixine꞉wheʼ – „Sprache des Hoopa Valley Volks“) wird meist nochmals in drei Dialekte (oder Sprachen) unterteilt:
1. Hupa oder Hoopa Valley Hupa (auch: Dining’xine:wh – „Hupa-sprechendes Volk“, eigentl. Hupa)
2. Tsnungwe oder South Fork Hupa (auch: Tse:ning-xwe, South Fork Trinity River Hupa)
3. Q’ultsahs-ni oder New River Hupa (auch: New River Tsnungwe, zweisprachig in Hupa und Chimariko – daher meist Chima:lxwe’)

Das „Chilula-Whilkut“ (auch: Xwiy¬q’it-xwe, Xwe:yłq’it-xwe) wird meist in zwei Dialekte (oder Sprachen) unterteilt:
1. Chilula (auch: Lower Redwood Creek Hupa, Downstream Redwood Creek Hupa)
2. Whilkut (auch: (Upper) Redwood Creek Hupa, Upstream Redwood Creek Hupa)

a. Redwood Creek Whilkut (auch: Upper Redwood Creek Whilkut, Kloki Whilkut, Prairie Whilkut)
b. North Fork Whilkut (auch: North Fork Mad River Whilkut, Me:w-yinuq)
c. Mad River Whilkut (auch: Me:w-yinuq)
Die „Hupa-Sprachen“ bilden zusammen mit dem Mattole–Bear River (bestehend aus zwei Sprachen/Dialekten) und dem Wailaki (auch: „Eel River-Athapaskisch“) (bestehend aus vier Sprachen/Dialekten) und dem Kato die/den Kalifornien-Untergruppe (Südlichen Zweig) des Pazifikküsten-Athapaskisch (Athabaskisch) entlang der Pazifischen Westküste sowie im Pazifischen Nordwesten der USA.
Zur Oregon-Untergruppe (Nördlichen Zweig) der anderen Athapaskischen (Athabaskischen) Sprachen der Pazifikküste – wie zum Beispiel Tolowa (zwei Sprachen/Dialekte) –, bestehen so große Unterschiede, dass eine Trennung vor über 1300 Jahren angenommen wird. Die Tolowa (Yide’-dining’xine:wh – „flussabwärts von den Hupa lebendes Volk“) wurden daher seitens der „Hupa / Hoopa“ auch Dilwa:wh („Jene, die plappern/brabbeln“) genannt.
Im Jahr 2018 gab es nur noch einen Sprecher, der die Sprache als Muttersprache nutzte sowie auf Grund eines Sprachprogramms im Jahr 2007 30 L2-Sprecher. Heute wird die Sprache wieder in der Schule unterrichtet und mehrere Wörterbücher sowie Textsammlungen wurden herausgegeben.

## Lebensweise und Kultur

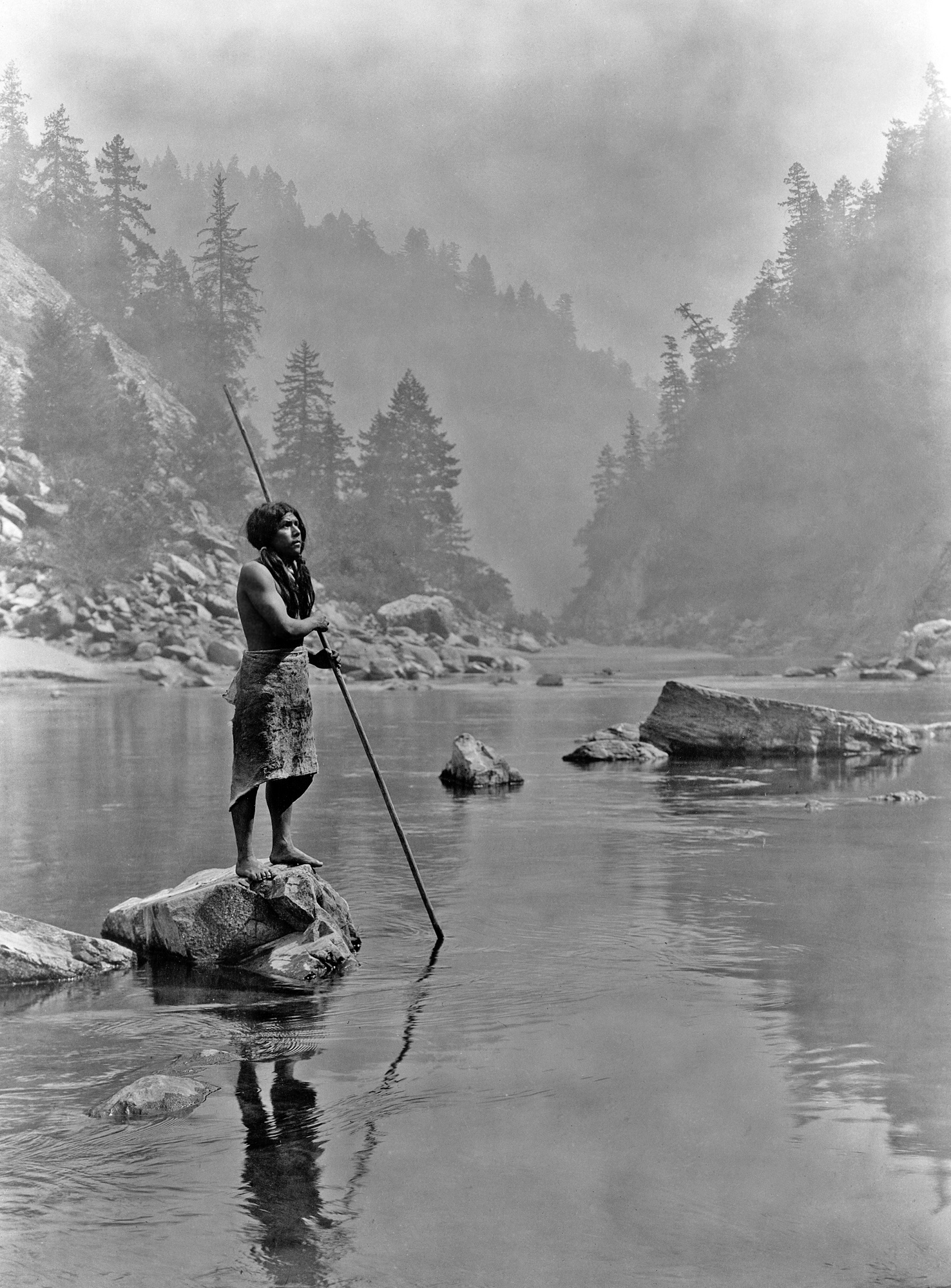
Hupa-Mann mit Speer, 1923

Die „Hupa / Hoopa“ waren sesshafte Fischer und Wildbeuter, deren wichtigste Nahrungsquellen die Eichelernte (der Samen des „Tanoak“) und der Lachsfang waren, ergänzt durch die Elch- und Hirschjagd.
Die Lachse (meist Königslachse, Chwulo:q’e’ – „Chinook Salmon“) wurden während der alljährlich im Frühjahr und Herbst stattfindenden Lachswanderung gefangen. Die Fangplätze waren nicht frei zugänglich, sondern im Familienbesitz und durften ohne deren Zustimmung nicht benutzt werden. Zum Fischfang benutzten die „Hupa / Hoopa“ einen Einbaum (Me’dil) – gefertigt entweder aus dem Holz des Riesen-Lebensbaums (Xodistł’o:n / Xodistł’o:n’) oder des Küstenmammutbaums (Küsten-Redwoods) (Qawh-kyoh – „große Eibe“) – und errichteten Fischzäune (Ehs) und Reusen (No:l’qe:t), zudem bauten sie Angelplattformen (Dahk’iwe:wita:n). Der Bau solcher Anlagen erforderte größere Anstrengungen und der erbeutete Fang wurde unter den Beteiligten verteilt. Der Überfluss an Nahrung erlaubte den „Hupa / Hoopa“ eine sesshafte Lebensweise ohne Landwirtschaft. Die Eicheln (K’iwinya’n – „was man isst“, im Englischen „Acorn“ genannt) wurden zur Herstellung von Mahlzeiten verwendet, aus denen sie Brei, Brot, Kekse, Pfannkuchen und Kuchen zubereiteten, auch geröstete Eicheln aßen sie. Es gab ebenfalls traditionell einzelnen Familien gehörende Sammelgründe für Eicheln (T’unq’-no:’ondil / Ta’nq’-no:’ondil – wörtlich: „im Herbst (wo) sie sitzen“). Als Nahrungsgrundlage waren diese für die „Hupa / Hoopa“ und verwandte Völker so wichtig, so dass diese sich einfach auch als K’iwinya’n-ya:n („Eichel/Acorn-Esser“, mit der Bedeutung „Person, Mensch, Volk“) bezeichneten.
Die Jagd auf Elche (Mik’iqots’e’ – „bezeichnet das knackendes Geräusch des Gebüsches, das entsteht wenn der Elch sich durch den Unterholz bewegt“) und auf Hirsche (K’iłixun – „etwas, das gut schmeckt“, mittels jeweils einzelnen Familien gehörenden Dahwid’a:n – „was oben aufgelegt wurde (Hirschfangstation)“) ermöglichte die kunstvolle Verarbeitung von Leder (zu Schilden, Rüstungen u. a.) und gravierten Horn (zu Essgeschirr, Kämmen u. a.), für dieses Kunstwerk waren die „Hupa / Hoopa“ bekannt.
Insbesondere von den Yurok und Karok sowie teilweise von den Wiyot hatten sie mehrere Kulturtechniken übernommen (Fischfangtechniken, Korbflechtarbeiten, Tänzen, Ritualen u. a.) und waren diesen kulturell daher ähnlich. Sie trieben regen Handel mit den Yurok, mit denen sie Eicheln und Nahrung des Inlandes gegen Redwood-Kanus, Salzwasserfische, Muscheln und Algen tauschten; sie heirateten manchmal untereinander und besuchten gegenseitig ihre jeweiligen Zeremonien. Viele Traditionen, Zeremonien und Tänze übernahmen die „Hupa / Hoopa“ von den Yurok. Wie andere kalifornische Stämme auch, waren sie für ihre hervorragende Korbflechtkunst bekannt, in die Körbe flochten sie verschiedene Wurzeln, Blätter und Stängel um vorbereitete Schösslinge ein (hierbei orientierten sie sich wiederum an Mustern der Yurok und Karok).
Die Dörfer bzw. (in Kalifornien meist:) Rancherias (łe:na:wh – „Nachbarn, Leute, die in der Nähe wohnen“) der „Hupa / Hoopa“ lagen an den Ufern der Flüsse und bestanden aus Plankenhäusern (Xo’ji-xontah – „wahres Haus“) (die von Familien gemeinsam bewohnt wurden), in denen die Frauen schliefen und der Besitz aufbewahrt wurde; außerdem gab es halbunterirdische Schwitzhütten (Ta:kiwh genannt), in den die Männer schliefen und Schwitzbäder nahmen und Menstruationshütten (Min’ch – „kleines Haus“) für Frauen. Zudem bewohnten während der Eichelernte die Familien temporäre Rindenhütten (K’ila:dosch’e’-xontah – „Rindenhaus“), die mit Rinden von Koniferen bedeckt wurden. Die weniger sesshaften (da der Redwood Creek und Mad River nicht so fischreich war wie der Trinity und Klamath River) und mehr auf Jagd und Sammeln angewiesenen Whilkut und Chilula bauten hingegen meist nur Rindenhütten, da diese leichter ab- und wieder aufbaubar waren und daher zu ihrer mehr mobilen Lebensweise besser passten.
Die Gesellschaft der „Hupa / Hoopa“ war politisch als Häuptlingstum organisiert und stark durch gesellschaftliche Ungleichheit zwischen Frauen und Männern, zwischen jüngeren und älteren Männern und zwischen erfolgreichen und weniger erfolgreichen Männern bzw. reichen und weniger reichen Männern geprägt.
Der Wohlstand war vom Besitz von Dentalium-Muscheln (Xo’ji-miłky’o:xe:t) abhängig, die man wahrscheinlich durch Handel mit den Yurok erwarb, und von Skalps des Rotkopfspechts (K’iya:wh-me:da’ay – „Vogelköpfe“).
Der Häuptling (Ningxa’t’e:n – „Häuptling, Anführer, reiche und wichtige Person“) des Dorfes war der reichste Mann; seine Macht wurde zusammen mit seinem Besitz an den Sohn vererbt, doch jedermann mit mehr Reichtum konnte Macht und Würde übernehmen. Persönliche Beleidigung, Verletzung oder Mord konnte gewöhnlich durch die Zahlung von Blutgeld entschädigt werden; Zahlungsmittel war meist Muschelgeld (Xo’ji-nahdiyaw – „richtiges, wahres Geld“). Armut konnte jedoch auch zu einer Art Schuldknechtschaft führen und die Person wurde vom Gläubiger zu dessen persönlichen K’ina:kil (Sklave) gemacht.
Ein wichtiger Teil ihrer Religion war die Verehrung von Plätzen, heiligen (mit spiritueller Macht verbundenen) Felsen, des Trinity Rivers als anzubetende Macht (Ta’na:n-na:niwe:sile’n – „ihr Wasser, die ihr gekommen seid, um hier herunterzufliessen“) sowie die Rezitation von magischen Formeln. Professionelle Schamanen (K’ima:w-ch’iłchwe – „Jener, der Medizin macht“) diagnostizierten und behandelten Krankheiten; man bezahlte sie mit Dentalium-Muscheln und Decken aus Hirschfell. Jährlich wurden drei besondere Tänze (Ch’idilye) zusammen mit den zugehörigen Gesängen (Whing) für das Wohl der Gemeinde veranstaltet, außerdem gab es zeremonielle Frühlingsfeste (Misq’it-ch’idilye – „(Frühlings)-Spring-Tanz in der Siedlung Miskut (Misq’it)“, wörtlich: „religiöser Tanz in Miskut (Misq’it)“) und Herbstfeste (T’unq’-ch’idilye – „(Herbst)-Spring-Tanz“, wörtlich: „religiöser Herbst-Tanz“).
Die „Hupa / Hoopa“ verwiesen mit ihren hierarchischen Gesellschaftssystem, das sich über Reichtum und Status definierte, den Plankenhäusern, ihren typischen Korbhüten und Erzählungen auf ihre Herkunft aus dem Gebiet der Nordwestküstenkultur – jedoch kannten sie keinen Potlatch, keine Maskentänze, geschnitzte Totempfähle und andere geschnitzte Kunstgegenstände der nördlichen Stämme. Andererseits hatten sie viele Techniken der kalifornischen Stämme (wie Tänze, Heilkunst, Fischfang) übernommen.

## Geschichte
Die „Hupa / Hoopa“ und andere Athapaskisch-sprachige Stämme, wie zum Beispiel die Tolowa, Tlelding (wahrscheinlich: łe:l-ding – „Platz, wo die Flüsse (South Fork und Trinity) zusammenfließen“, eine Siedlung der Tse:ningxwe nahe dem heutigen Salyer), Whilkut (auch: Hoilkut-hoi / Hoilkut), Mattole, Sinkyone und Wailaki wanderten ca. 900 im Zuge des Süddrifts der Athapasken in Nord-Kalifornien ein. Sie übernahmen schnell die Kultur der Stämme, welche sie vorfanden. Von den geschätzten 1.000 „Hupa / Hoopa“ im Jahre 1700 sank die Zahl durch eingeschleppte Seuchen und durch den Goldrausch verursachte Umweltzerstörung auf 412 im Jahre 1905. Danach erholten sich die „Hupa / Hoopa“ wieder, sodass heute wieder etwa 2.000 „Hupa / Hoopa“ im Hoopa-Valley-Reservat leben.

### Der Erstkontakt mit Europäern
1828 kam der amerikanische Trapper Jedediah Smith als erster Weißer durch das Gebiet der „Hupa / Hoopa“, 1849 wurde am Trinity River oberhalb ihrer Wohngebiete Gold gefunden und die „Hupa / Hoopa“ litten unter dem Ansturm der Goldsucher im Rahmen des kalifornischen Goldrausches. Ein militärischer Posten wurde 1855 eingerichtet und bis 1882 unterhalten. 1864 wurde das Hoopa-Valley-Reservat eingerichtet, welches nahezu den ganzen bisherigen Lebensraum der „Hupa / Hoopa“ umfasste.

## Heutige Situation
Heute leben die meisten „Hupa / Hoopa“ immer noch in ihrem angestammten Gebiet, manche sind jedoch auch Angehörige benachbarter Stämme:
- Hoopa Valley Tribe[10] (betreibt mit dem Lucky Bear Casino ein Indianerkasino, den Hoopa Mini Mart, das Einkaufszentrum Hoopa Shopping Center, das Tsewenaldin Inn Motel, die holzverarbeitende Betriebe namens Hoopa Forest Industries (HFI), darunter eine Fabrik für modulare Fertighäuser, das Krankenhaus K’ima:w Medical Center, eine Schule, das Hoopa Tribal Museum und mit KIDE ein stammeseigenes Lokalradio, zudem bietet der Stamm zahlreiche Touristik-Angebote bzgl. Jagen, Angeln, Wandern, Camping, Rafting, Schneeschlittenfahren, Vogelbeobachtung und wegen der Nähe zur Pazifikküste auch Schwimmen und Surfen, Verwaltungssitz: Hoopa, Humboldt County, Population 2013: 3.139) (Hupa, Tsnungwe, Chimalakwe, Chilula, Whilkut)
- Cher-Ae Heights Indian Community of the Trinidad Rancheria[11] (Reservat/Rancheria befindet sich im Humboldt County, betreiben das Seascape Restaurant and Pier, das Sunset Restaurant und ebenfalls ein Indianerkasino namens Cher-Ae Heights Casino, Verwaltungssitz: Trinidad, „Cher-Ae“ ist die englische Adaption der indigenen Bezeichnung der dortigen Yurok-Siedlung als Chuerey / Chuerew, Population 2011: 154) (Yurok, Wiyot, Tolowa sowie Chetco, Hupa und Karuk)
- Blue Lake Rancheria[12] (Verwaltungssitz: Blue Lake, Humboldt County, Population 2010: 58) (Wiyot, Yurok, Hupa, Whilkut)